# Syndrom spóźnionego przybysza
Syndrom spóźnionego przybysza w teorii modernizacji i  w innych teoriach rozwoju społecznego to określenie państwa, cywilizacji czy innego układu makrospołecznego, który próbuje dostosować się do państw czy cywilizacji stojących na wyższym poziomie rozwoju, jednakże ze względu na to, że znajduje się na wcześniejszym etapie rozwoju, ciągle nie jest w stanie znaleźć się na poziomie równym z tymi państwami (układami), z którymi chce się zrównać.
To pojęcie używane jest także w stosunku do grup społecznych czy innych kategorii społecznych, probujących asymilować się np. w danych państwach czy społecznościach, w szczególności odnosi się do kategorii należących do innych kręgów kulturowych, np. w niektórych sytuacjach do mniejszości narodowych czy grup etnicznych.